# Hilara nadolna
Hilara nadolna är en tvåvingeart som beskrevs av Niesiolowski 1986. Hilara nadolna ingår i släktet Hilara och familjen dansflugor.
Artens utbredningsområde är Polen. Inga underarter finns listade i Catalogue of Life.